# توني بيج
توني بيج (بالإنجليزية: Tony Paige)‏ هو لاعب كرة قدم أمريكية أمريكي، ولد في 14 أكتوبر 1962.

## وصلات خارجية
- توني بيج على موقع مرجع كرة القدم المحترفة.كوم (الإنجليزية)